# Combin du Meitin
Combin du Meitin är en bergstopp i Schweiz.   Den ligger i distriktet Entremont och kantonen Valais, i den södra delen av landet, 110 km söder om huvudstaden Bern. Toppen på Combin du Meitin är 3 622 meter över havet, eller 30 meter över den omgivande terrängen. Bredden vid basen är 0,19 km.
Terrängen runt Combin du Meitin är huvudsakligen bergig. Närmaste större samhälle är Bagnes, 16,9 km norr om Combin du Meitin. 
Trakten runt Combin du Meitin består i huvudsak av gräsmarker. Runt Combin du Meitin är det glesbefolkat, med 12 invånare per kvadratkilometer.